# Karl Danner
Karl Danner (* um 1801; † 1873) war ein deutscher Verwaltungsbeamter.

## Leben
Karl Danner studierte Rechtswissenschaften an der Albert-Ludwigs-Universität Freiburg und der Ruprecht-Karls-Universität Heidelberg. 1819 wurde er Mitglied des Corps Rhenania Freiburg. 1822 schloss er sich dem Corps Suevia Heidelberg an. Nach dem Studium war er von 1829 bis 1836 Rechtspraktikant in Durlach und von 1836 bis 1841 Amtsassessor beim Oberamt Pforzheim. 1841 wurde er dort zum Amtmann ernannt. 1844 wurde er zum Amtsvorstand des Bezirksamts Eppingen berufen. 1849 wurde er als Amtsvorstand zum Bezirksamt Krautheim versetzt und zum Oberamtmann ernannt. Dort blieb er bis zu seiner Pensionierung 1864 im Amt, als der Sitz des Bezirksamts von Krautheim nach Boxberg verlegt wurde.